# 1500 no Brasil
Esta é uma cronologia dos acontecimentos do ano de 1500 no Brasil.

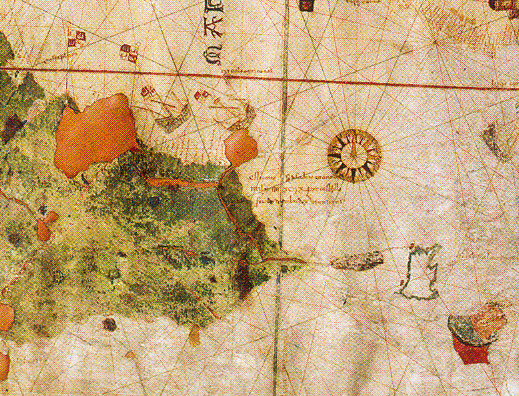
O Cabo de Santo Agostinho, local da descoberta do Brasil por Vicente Yáñez Pinzón em 26 de janeiro de 1500. Mapa de Juan de la Cosa.

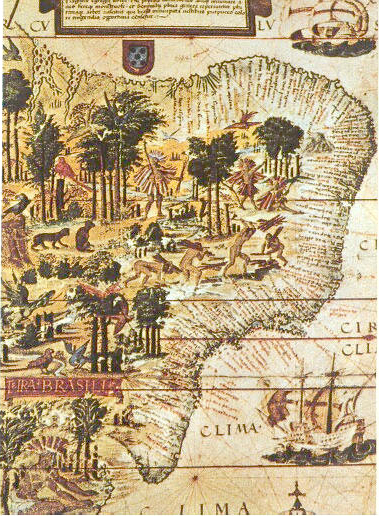
Na semana da Páscoa de 1500 a armada portuguesa comandada por Pedro Álvares Cabral regista o achamento do Brasil. Pormenor de um mapa com as costas do Brasil, chamado de «Atlas Miller», atribuído a Lopo Homem Reinéis, 1519. Bibliothèque National de France, Paris.

## Eventos
- 26 de janeiro - O navegador espanhol Vicente Yáñez Pinzón desembarca no cabo de Santo Agostinho em Pernambuco, se tornando o primeiro europeu a chegar ao território que se transformou no Brasil.[1]
- 15 de fevereiro - O navegador português Pedro Álvares Cabral é nomeado o capitão-mor de uma armada portuguesa por D. Manuel.
- Fevereiro - O navegador espanhol Diego de Lepe alcança a costa Nordeste do Brasil, na altura do cabo de Santo Agostinho (atual Pernambuco).
- 9 de março - A frota de Pedro Álvares Cabral parte da praia do Restelo, em Lisboa, Portugal, em direção a Calecute, nas Índias, mas afasta-se da costa africana, descobrindo a meio da viagem o Brasil, território já português desde o Tratado de Tordesilhas de 1494.
- 22 de abril - Pedro Álvares Cabral e sua frota avistam a região de Porto Seguro na atual Bahia, marcando a descoberta do Brasil na historiografia luso-brasileira.
- 26 de abril - É celebrada a primeira missa no Brasil, por Frei Henrique de Coimbra.
- 27 de abril - Mestre João, da frota de Pedro Álvares Cabral, pisa em terras do Brasil onde faz observações astronômicas.
- 1 de maio
  - É celebrada a segunda missa no país.
  - Pero Vaz de Caminha envia carta ao rei de Portugal, D. Manuel, dando notícia do descobrimento.
  - Pedro Álvares Cabral toma posse da "Ilha de Vera Cruz" (atual Brasil) em nome do rei D. Manuel I de Portugal.
- 2 de maio - A nau sob o comando de Gaspar de Lemos regressa a Portugal levando a carta de Caminha com a notícia do descobrimento da Terra de Vera Cruz.
- 5 de maio - A esquadra de Cabral parte da Baía de Cabrália continuando a sua viagem para as Índias.

## Nascimentos
- Mem de Sá, governador-geral do Brasil (m. 1572)

## Mortes
- 29 de maio: Bartolomeu Dias, navegador da frota de Pedro Álvares Cabral. (n. 1450)
- 15 de dezembro: Pero Vaz de Caminha, escrivão da frota de Pedro Álvares Cabral. (n. 1450)